# Odontocera monnei
Odontocera monnei är en skalbaggsart som beskrevs av Dmytro Zajciw 1968. Odontocera monnei ingår i släktet Odontocera och familjen långhorningar.
Artens utbredningsområde är Uruguay. Inga underarter finns listade i Catalogue of Life.